# 旭川市立永山小学校
旭川市立永山小学校（あさひかわしりつ ながやましょうがっこう）は、北海道旭川市永山5条に所在する公立小学校。
児童 541名（2024年現在）

## 沿革
年表
- 1897年（明治30年）- 公立学校の設立許可、私立永山東小学校・私立永山西小学校が東西分教場に改称[2]。
- 1898年（明治31年）- 永山尋常高等小学校開校、校舎完成[2]。
- 1908年（明治41年）- 永山第二尋常高等小学校と分離[2]。
- 1911年（明治44年）- 体育館完成[2]。
- 1912年（明治45年）- 永山実業補習学校を併置[2]。
- 1924年（大正13年）- 永山高等国民学校を併置[2]。
- 1926年（大正15年）- 永山青年訓練所を併置[2]。
- 1933年（昭和8年）- 校舎改築工事完成[2]。
- 1935年（昭和10年）- 永山農業青年学校を併置[2]。
- 1941年（昭和16年）- 国民学校令施行により永山国民学校に改称[2]。
- 1947年（昭和22年）- 学校教育法施行により永山村立永山小学校に改称、東西分教場を分校に改称、永山中学校が併置開校[2]。
- 1952年（昭和27年）- 東西分校が永山東小学校、永山西小学校として独立開校[2]。新校歌、校旗、校章を制定[2]。
- 1954年（昭和29年）- 町制施行により永山町立永山小学校に改称[2]。昭和天皇が村内に行幸。校庭に永山村奉迎場を設けた[3]。
- 1960年（昭和35年）- 永山中学校校舎・体育館が完成し独立移転[2]。
- 1961年（昭和36年）- 旭川市との合併により旭川市立永山小学校に改称[2]。
- 1968年（昭和43年）- 特殊学級を開設[2]。
- 1972年（昭和47年）- 新体育館が完成[2]。
- 1978年（昭和53年）- 郷土資料室を設置[2]。
- 1980年（昭和55年）- 新校舎が完成[2]。
- 1984年（昭和59年）- プール新設[2]。
- 1997年（平成9年）- 開校100周年記念式典挙行[2]。
- 2000年（平成12年）- 特殊学級（病弱・身体虚弱）を設置[2]。
- 2007年（平成19年）- 特殊学級（情緒障害）を設置[2]。
- 2014年（平成26年）- 校舎大規模改修工事開始、プレハブの仮設校舎に移転[2]。
- 2017年（平成29年）- 校舎大規模改修工事完了[2]。
- 2020年（令和2年）- 学校教育目標を改定[2]。

## 教育目標
- 認め合い　高め合い　未来を拓く[4]
  - （知）深く学び合い　表現する子[4]
  - （徳）思いやりをもち　支え合う子[4]
  - （体）心と体を鍛え　やり抜く子[4]

## 学校行事
学校行事は以下の通り。
- 4月 - 1学期始業式、入学式
- 5月 - 田植え[注 1][6]（5年）
- 6月 - 運動会、宿泊学習（5年）、遠足（1-4年）、社会見学（3年）
- 7月 - 修学旅行（6年）、稲の観察（5年）、1学期終業式、夏季休業
- 8月 - 2学期始業式
- 9月 - マラソン
- 10月 - 稲刈り[7]（5年）、学芸会
- 11月 -
- 12月 - 2学期終業式、冬季休業
- 1月 - 3学期始業式、スキー学習（3・4年、5・6年）
- 2月 - スキー学習（1年、2年）
- 3月 - 6年生を送る会、卒業式、終了式、学年末休業

## 通学区域
通学区域は以下の通り。
- 永山町8丁目 - 12丁目
- 永山北1条8丁目 - 11丁目
- 永山北2条8丁目 - 12丁目
- 永山北3条8丁目、10丁目 - 11丁目
- 永山1条15丁目 - 22丁目
- 永山2条15丁目 - 22丁目
- 永山3条15丁目 - 22丁目
- 永山4条15丁目 - 22丁目
- 永山5条15丁目 - 22丁目
- 永山6条15丁目 - 22丁目
- 永山7条15丁目 - 21丁目
- 永山8条15丁目 - 21丁目
- 永山9条15丁目 - 16丁目
- 永山10条15丁目

## 進学先中学校
- 旭川市立永山中学校[9]

## 交通アクセス
鉄道
- JR宗谷本線永山駅より徒歩12分

バス
- 道北バス「永山2条18丁目」停留所下車、徒歩3分